# Kobayashiina
Kobayashiina is een geslacht van kreeftachtigen uit de klasse van de Ostracoda (mosselkreeftjes).

## Soorten
- Kobayashiina donghaiensis Zhao (Yi-Chun) (Quan-Hong) in Wang et al., 1988
- Kobayashiina hyalinosa Hanai, 1957
- Kobayashiina lata Herrig, 1963 †
- Kobayashiina polita Guan, 1978 †
- Kobayashiina qiongshanensis Gou in Gou, Zheng & Huang, 1983 †